# فرنسيس شامبرز غوش
فرنسيس شامبرز غوش (بالإنجليزية: Fanny Chambers Gooch Iglehart)‏ هي كاتِبة أمريكية، ولدت في 1842، وتوفيت في 1913.